# Distrito electoral de Goreville n.º 1
Goreville No. 1 (en inglés: Goreville No. 1 Precinct) es un distrito electoral ubicado en el condado de Johnson en el estado estadounidense de Illinois. En el Censo de 2010 tenía una población de 1500 habitantes y una densidad poblacional de 23,93 personas por km².

## Geografía
Según la Oficina del Censo de los Estados Unidos, tiene una superficie total de 62.69 km², de la cual 62.21 km² corresponden a tierra firme y (0.77%) 0.48 km² es agua.

## Demografía
Según el censo de 2010, había 1500 personas residiendo. La densidad de población era de 23,93 hab./km². De los 1500 habitantes, estaba compuesto por el 98.93% blancos, el 0.13% eran afroamericanos, el 0.07% eran amerindios, el 0% eran asiáticos, el 0% eran isleños del Pacífico, el 0.6% eran de otras razas y el 0.27% pertenecían a dos o más razas. Del total de la población el 1.27% eran hispanos o latinos de cualquier raza.